# Slachtoffer onbekend
Slachtoffer onbekend is een hoorspelserie in twee delen van Hanns-Peter Karr. Unerkannt werd in 1979 door de Südwestfunk uitgezonden. Loes Moraal zorgde voor de vertaling en de AVRO zond het spel uit op zondag 12 en 19 november 1989. De regisseur was Hero Muller.

## Delen
- Deel 1 (duur: 26 minuten)
- Deel 2 (duur: 30 minuten)

## Rolbezetting
- Corry van der Linden (zij)
- Peter Bos (hij)

## Inhoud
Een vreemdeling komt in het appartement van de jonge vrouw. Wie is hij? Een vriend van haar geliefde? Of diens vijand? Heeft hij de sleutel van de woning gekregen, of heeft hij gemoord om hem in zijn bezit te krijgen? De vreemdeling kan de jonge vrouw met veel verhalen over de reden van zijn aanwezigheid van dienst zijn. Uiteindelijk weet de vrouw niet meer wat ze moet geloven. Is de man nu een huurmoordenaar die op haar geliefde wacht? Of moet hij iemand anders ombrengen - bijvoorbeeld haarzelf?